# Lumban Pea (Habinsaran)
Lumban Pea is een bestuurslaag in het regentschap Toba Samosir van de provincie Noord-Sumatra, Indonesië. Lumban Pea telt 437 inwoners (volkstelling 2010).